# Bascous
Bascous (Bàscos en gascon) est une commune française située dans l'ouest du département du Gers en région Occitanie. Sur le plan historique et culturel, la commune est dans le Bas-Armagnac, ou Armagnac noir, un pays s'inscrivant entre les vallées de l'Auzoue, la Gélise, la Douze et du Midou.
Exposée à un climat océanique altéré, elle est drainée par la Gélise, le Tuzon et par divers autres petits cours d'eau. La commune possède un patrimoine naturel remarquable : un site Natura 2000 (« la Gélise ») et quatre zones naturelles d'intérêt écologique, faunistique et floristique.
Bascous est une commune rurale qui compte 171 habitants en 2022, après avoir connu un pic de population de 432 habitants en 1831.  Elle fait partie de l'aire d'attraction d'Eauze. Ses habitants sont appelés les Bascais ou  Bascaises.

## Géographie

### Localisation
Bascous est une commune de Gascogne située entre la Gélise et le Tuzon en Bas-Armagnac.

### Communes limitrophes
Les communes limitrophes sont  Dému, Eauze, Espas, Manciet et Noulens.
|         | Eauze   |         |
| Manciet | Bascous | Noulens |
| Espas   | Dému    |         |

Représentations cartographiques de la commune
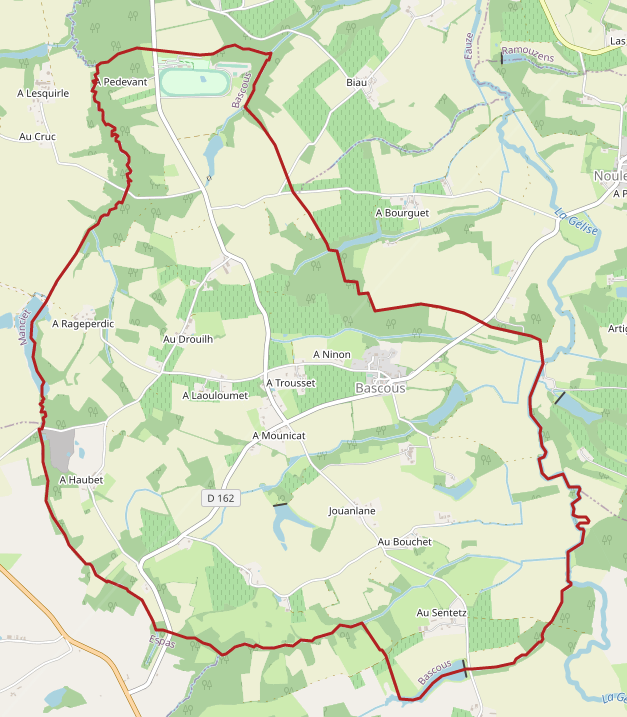
Carte OpenStreetMap.
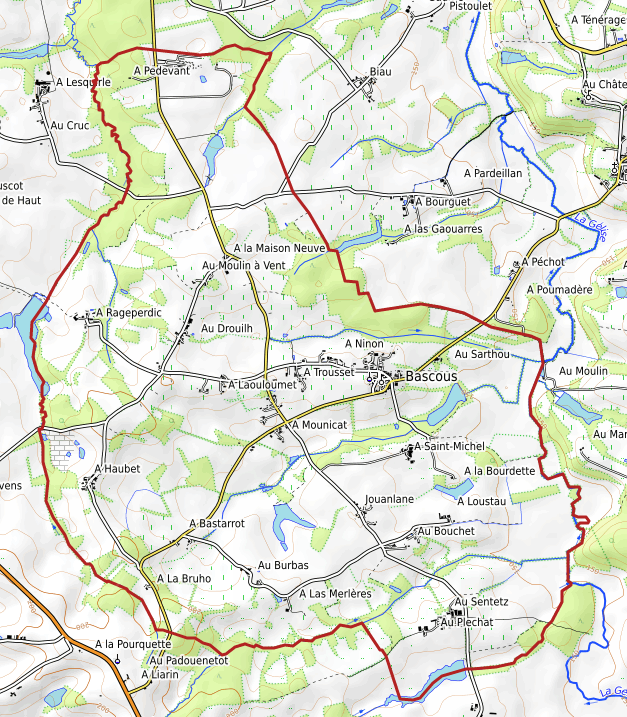
Carte topographique.

### Géologie et relief
Bascous se situe en zone de sismicité 1 (sismicité très faible).

### Hydrographie

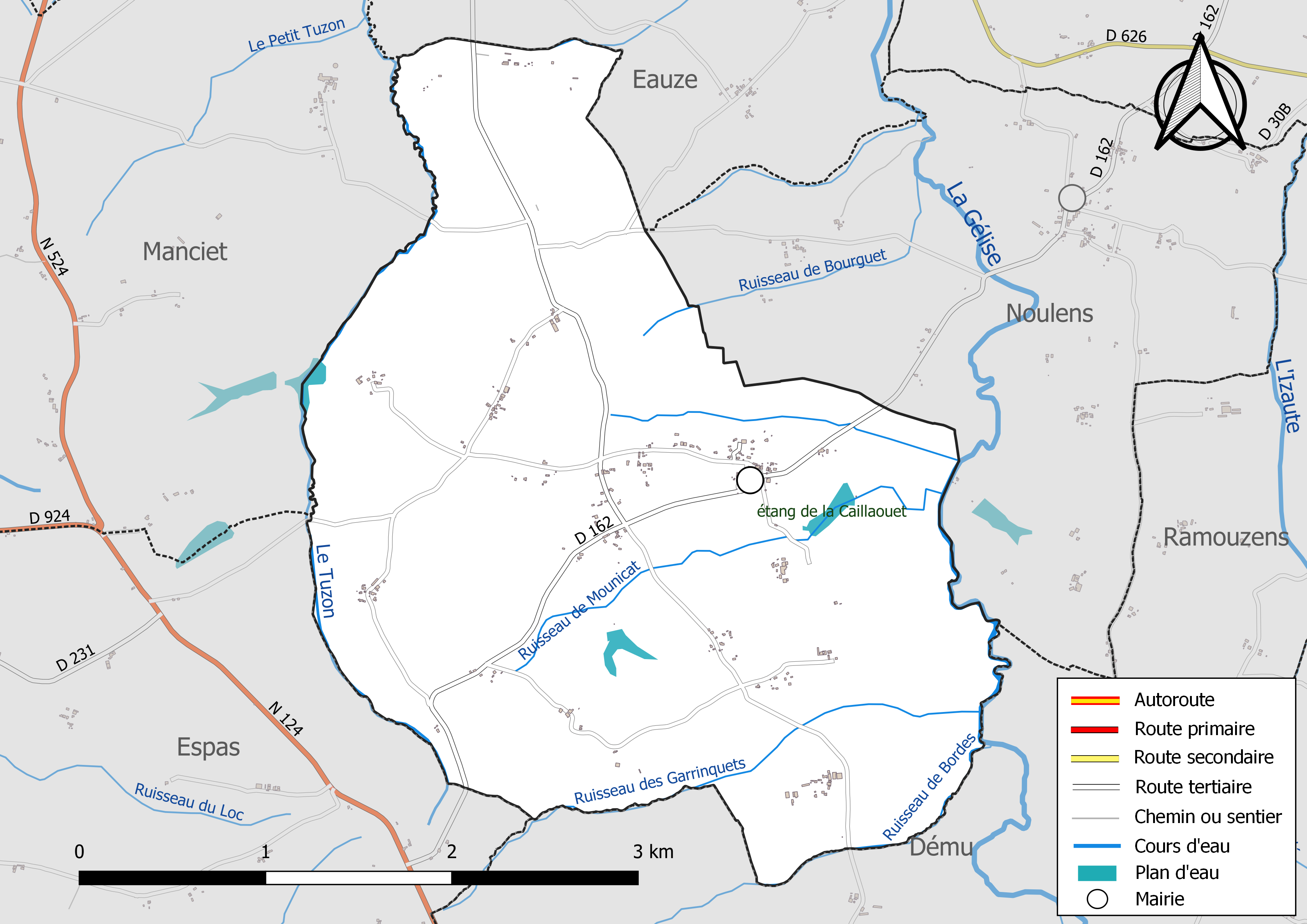
Réseaux hydrographique et routier de Bascous.

La commune est dans le bassin de la Garonne, au sein du bassin hydrographique Adour-Garonne. Elle est drainée par la Gélise, le Tuzon, le ruisseau de Bordes, le ruisseau de Bourguet, le ruisseau de Mounicat, le ruisseau des Garrinquets et par deux petits cours d'eau, qui constituent un réseau hydrographique de 11 km de longueur totale,.
La Gélise, d'une longueur totale de 92 km, prend sa source dans la commune de Lupiac et s'écoule vers le nord. Elle traverse la commune et se jette dans la Baïse à Lavardac, après avoir traversé 20 communes.

### Climat
Pour des articles plus généraux, voir Climat de l'Occitanie et Climat du Gers.
En 2010, le climat de la commune est de type climat du Bassin du Sud-Ouest, selon une étude s'appuyant sur une série de données couvrant la période 1971-2000. En 2020, Météo-France publie une typologie des climats de la France métropolitaine dans laquelle la commune est exposée à un climat océanique altéré et est dans la région climatique Aquitaine, Gascogne, caractérisée par une pluviométrie abondante au printemps, modérée en automne, un faible ensoleillement au printemps, un été chaud (19,5 °C), des vents faibles, des brouillards fréquents en automne et en hiver et des orages fréquents en été (15 à 20 jours).
Pour la période 1971-2000, la température annuelle moyenne est de 13,2 °C, avec une amplitude thermique annuelle de 14,8 °C. Le cumul annuel moyen de précipitations est de 849 mm, avec 10,8 jours de précipitations en janvier et 6,6 jours en juillet. Pour la période 1991-2020, la température moyenne annuelle observée sur la station météorologique la plus proche, située sur la commune de Lupiac à 13 km à vol d'oiseau, est de 13,8 °C et le cumul annuel moyen de précipitations est de 879,7 mm,. Pour l'avenir, les paramètres climatiques de la commune estimés pour 2050 selon différents scénarios d’émission de gaz à effet de serre sont consultables sur un site dédié publié par Météo-France en novembre 2022.

### Milieux naturels et biodiversité

#### Réseau Natura 2000

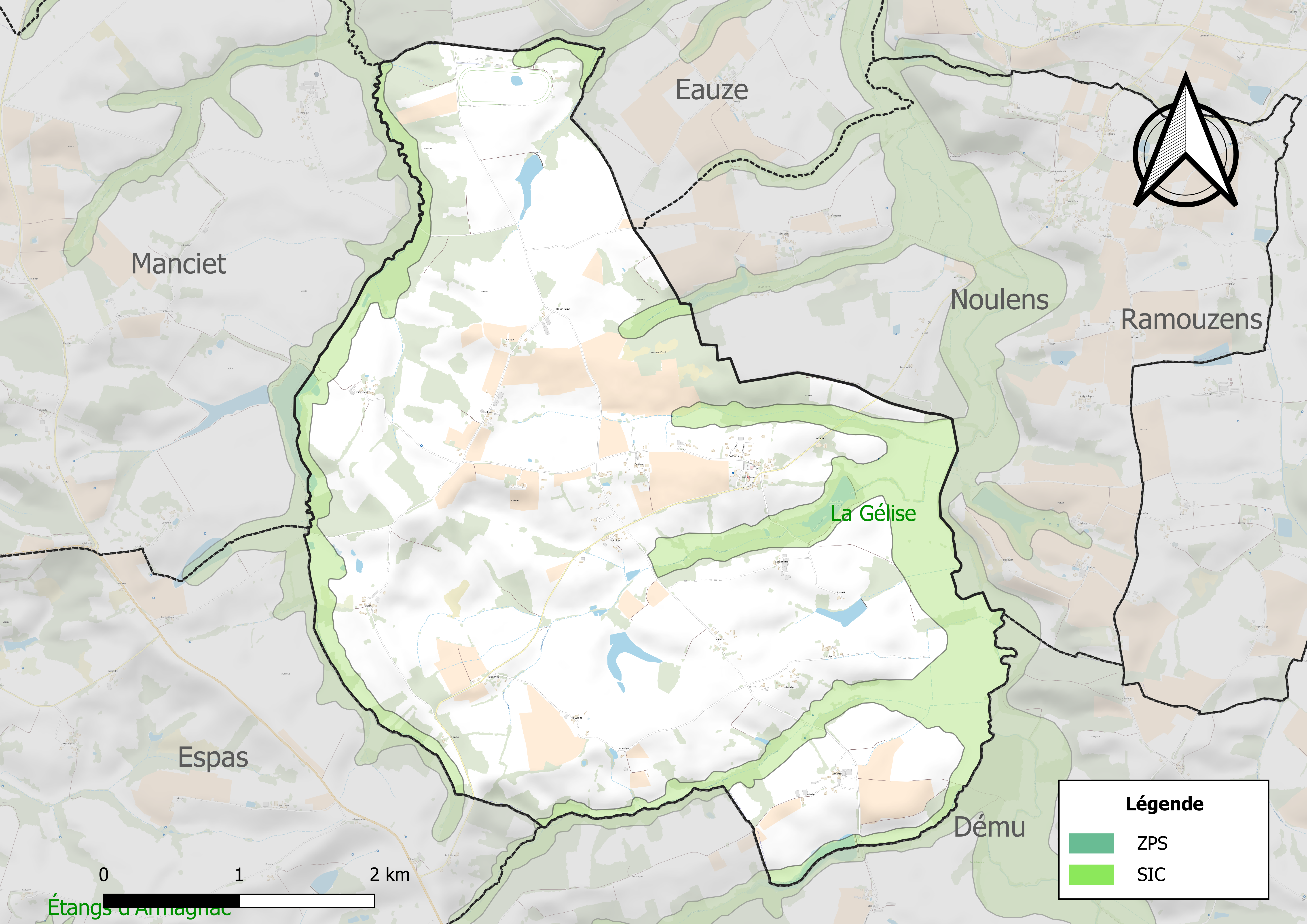
Site Natura 2000 sur le territoire communal.

Le réseau Natura 2000 est un réseau écologique européen de sites naturels d'intérêt écologique élaboré à partir des directives habitats et oiseaux, constitué de zones spéciales de conservation (ZSC) et de zones de protection spéciale (ZPS).
Un site Natura 2000 a été défini sur la commune au titre de la directive habitats : « la Gélise », d'une superficie de 3 785 ha, un espace offrant de nombreux habitats et habitats d'espèces d'intérêt communautaire, du fait de la diversité des territoires traversés par la Gélise et ses affluents, combinés au fonctionnement particulier du lit majeur et à la gestion actuelle des milieux.

#### Zones naturelles d'intérêt écologique, faunistique et floristique
L’inventaire des zones naturelles d'intérêt écologique, faunistique et floristique (ZNIEFF) a pour objectif de réaliser une couverture des zones les plus intéressantes sur le plan écologique, essentiellement dans la perspective d’améliorer la connaissance du patrimoine naturel national et de fournir aux différents décideurs un outil d’aide à la prise en compte de l’environnement dans l’aménagement du territoire.
Trois ZNIEFF de type 1 sont recensées sur la commune :
- l'« étang et bois de la Caillaouet » (22 ha)[16] ;
- les « étangs et bois de Bordes et Seignebon » (86 ha), couvrant 2 communes du département[17] ;
- les « étangs et bois de la Castagnole et de la Bergeyre » (44 ha), couvrant 2 communes du département[18] ;

et une ZNIEFF de type 2, : 
« la Gélise et milieux annexes » (6 362 ha), couvrant 18 communes dont 13 dans le Gers, trois dans les Landes et deux dans le Lot-et-Garonne.

Carte des ZNIEFF de type 1 et 2 à Bascous.
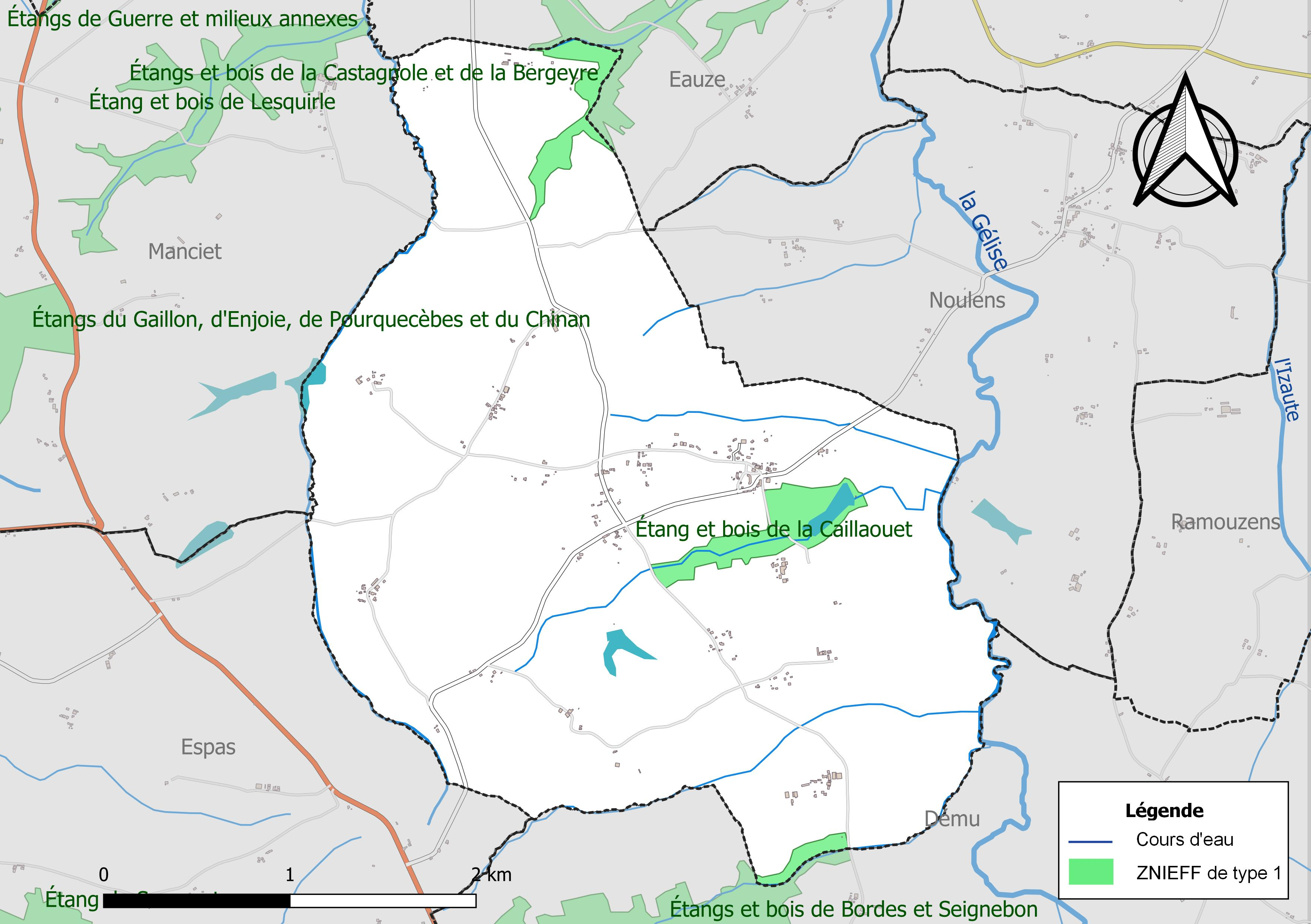
Carte des ZNIEFF de type 1 sur la commune.
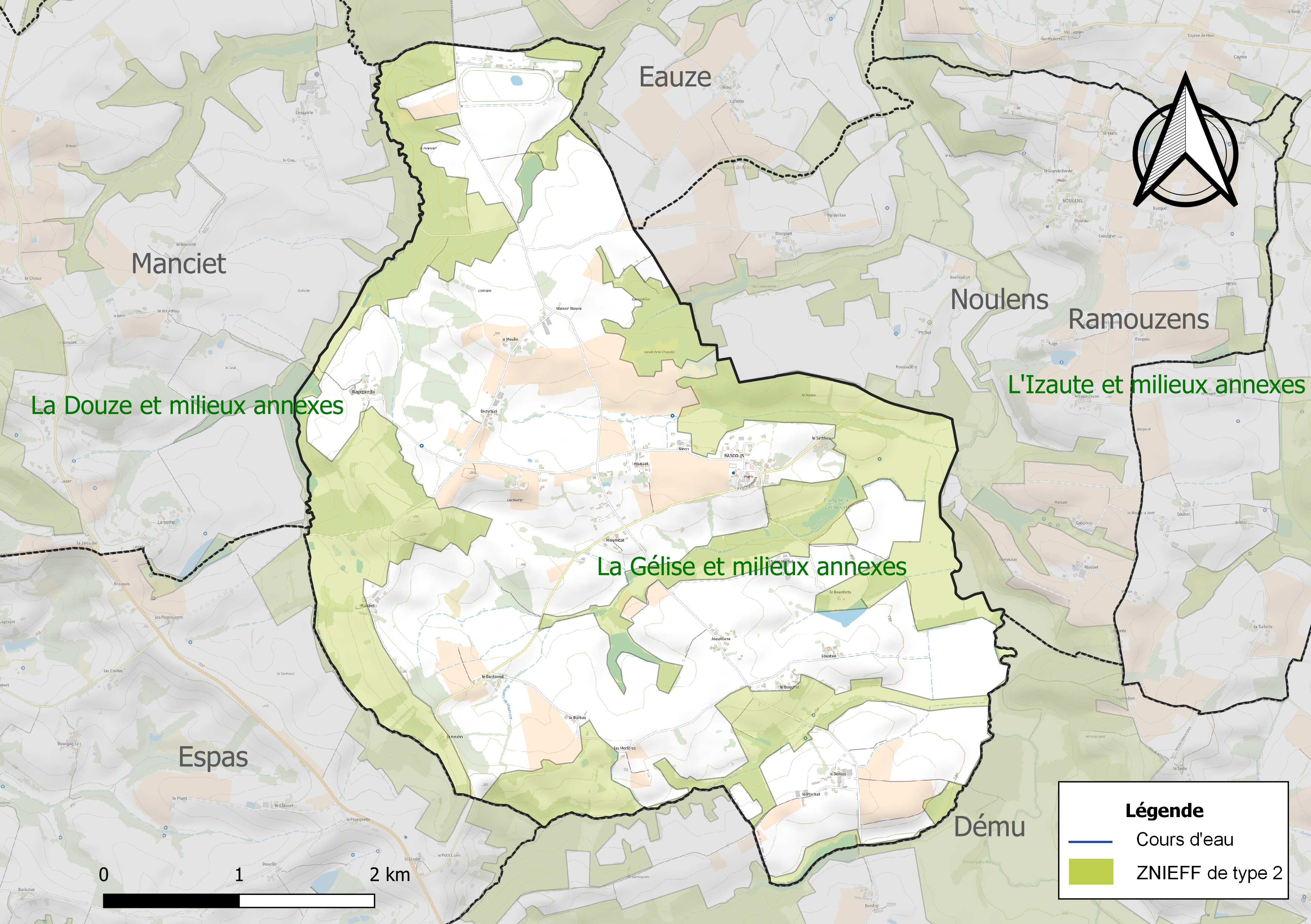
Carte de la ZNIEFF de type 2 sur la commune.

## Urbanisme

### Typologie
Au 1er janvier 2024, Bascous est catégorisée commune rurale à habitat très dispersé, selon la nouvelle grille communale de densité à sept niveaux définie par l'Insee en 2022.
Elle est située hors unité urbaine. Par ailleurs la commune fait partie de l'aire d'attraction d'Eauze, dont elle est une commune de la couronne,. Cette aire, qui regroupe 12 communes, est catégorisée dans les aires de moins de 50 000 habitants,.

### Occupation des sols

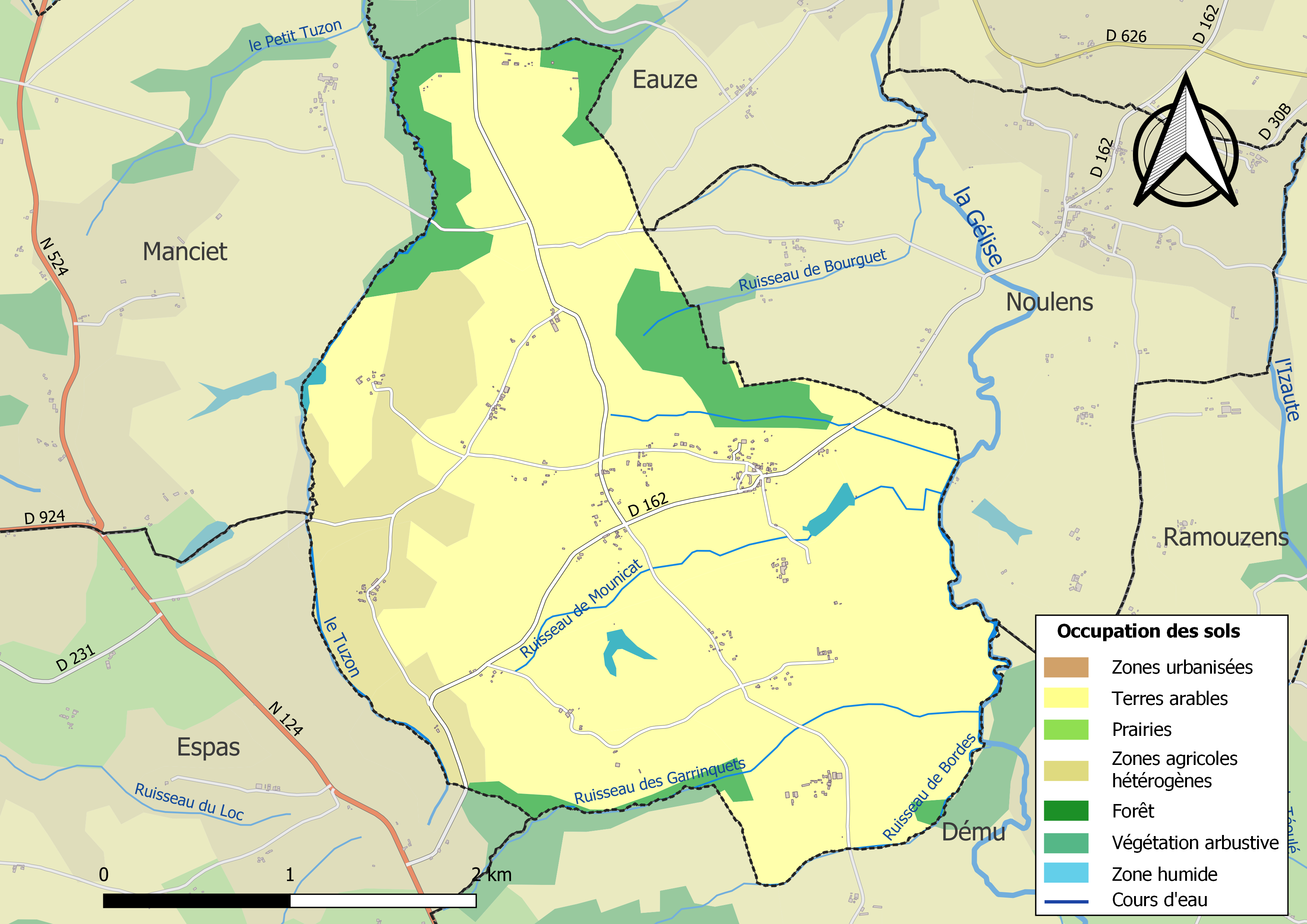
Carte des infrastructures et de l'occupation des sols de la commune en 2018 (CLC).

L'occupation des sols de la commune, telle qu'elle ressort de la base de données européenne d’occupation biophysique des sols Corine Land Cover (CLC), est marquée par l'importance des territoires agricoles (90,7 % en 2018), une proportion identique à celle de 1990 (90,7 %). La répartition détaillée en 2018 est la suivante : 
terres arables (42,4 %), cultures permanentes (36 %), zones agricoles hétérogènes (12,2 %), forêts (9,3 %). L'évolution de l’occupation des sols de la commune et de ses infrastructures peut être observée sur les différentes représentations cartographiques du territoire : la carte de Cassini (XVIIIe siècle), la carte d'état-major (1820-1866) et les cartes ou photos aériennes de l'IGN pour la période actuelle (1950 à aujourd'hui).

### Risques majeurs
Le territoire de la commune de Bascous est vulnérable à différents aléas naturels : météorologiques (tempête, orage, neige, grand froid, canicule ou sécheresse) et séisme (sismicité très faible). Un site publié par le BRGM permet d'évaluer simplement et rapidement les risques d'un bien localisé soit par son adresse soit par le numéro de sa parcelle.

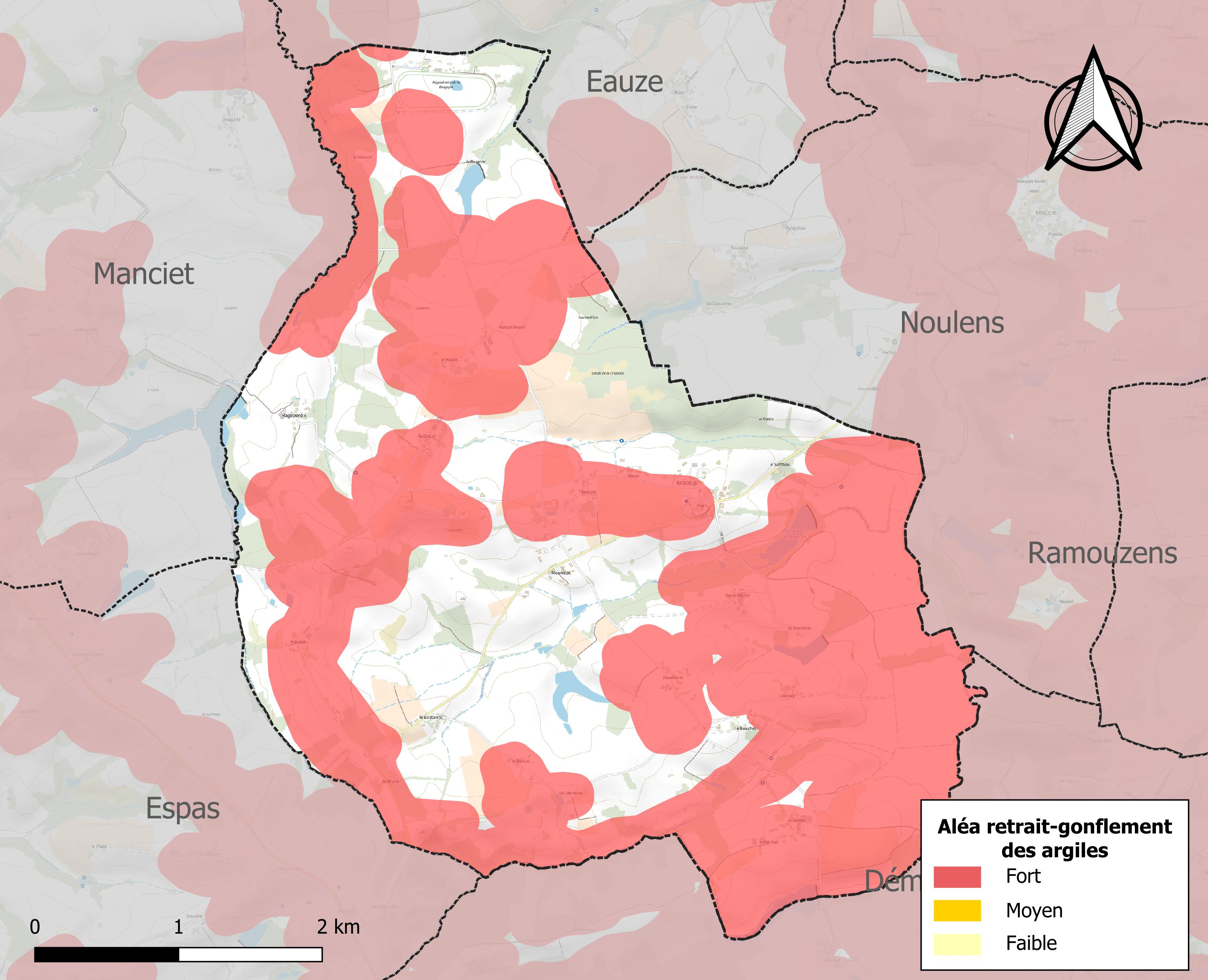
Carte des zones d'aléa retrait-gonflement des sols argileux de Bascous.

Le retrait-gonflement des sols argileux est susceptible d'engendrer des dommages importants aux bâtiments en cas d’alternance de périodes de sécheresse et de pluie. 60,9 % de la superficie communale est en aléa moyen ou fort (94,5 % au niveau départemental et 48,5 % au niveau national). Sur les 96 bâtiments dénombrés sur la commune en 2019, 67 sont en aléa moyen ou fort, soit 70 %, à comparer aux 93 % au niveau départemental et 54 % au niveau national. Une cartographie de l'exposition du territoire national au retrait gonflement des sols argileux est disponible sur le site du BRGM,.
Par ailleurs, afin de mieux appréhender le risque d’affaissement de terrain, l'inventaire national des cavités souterraines permet de localiser celles situées sur la commune.
La commune a été reconnue en état de catastrophe naturelle au titre des dommages causés par les inondations et coulées de boue survenues en 1999 et 2009. Concernant les mouvements de terrains, la commune a été reconnue en état de catastrophe naturelle au titre des dommages causés par la sécheresse en 1989, 1993, 2002, 2011 et 2017 et par des mouvements de terrain en 1999.

## Toponymie
Bascous doit son nom à l'invasion à laquelle se livrèrent les Vascons, autrement dit les Basques, en 627 dans la région.

## Politique et administration

### Liste des maires
| Période                                  | Période  | Identité              | Étiquette | Qualité                     |
| ---------------------------------------- | -------- | --------------------- | --------- | --------------------------- |
| 1983                                     | 2008     | Paul Lauron           | DVD       | Agriculteur                 |
| 2008                                     | 2017     | Marie France Garzelli | PS        | Retraitée de l'enseignement |
| 2017                                     | En cours | Nicolas Galisson      |           |                             |
| Les données manquantes sont à compléter. |          |                       |           |                             |

## Population et société

### Démographie
L'évolution du nombre d'habitants est connue à travers les recensements de la population effectués dans la commune depuis 1793. Pour les communes de moins de 10 000 habitants, une enquête de recensement portant sur toute la population est réalisée tous les cinq ans, les populations de référence des années intermédiaires étant quant à elles estimées par interpolation ou extrapolation. Pour la commune, le premier recensement exhaustif entrant dans le cadre du nouveau dispositif a été réalisé en 2007.

En 2022, la commune comptait 171 habitants, en évolution de −1,16 % par rapport à 2016 (Gers : +1,04 %, France hors Mayotte : +2,11 %).
| 1793 | 1800 | 1806 | 1821 | 1831 | 1841 | 1846 | 1851 | 1856 |
| ---- | ---- | ---- | ---- | ---- | ---- | ---- | ---- | ---- |
| 367  | 384  | 373  | 382  | 432  | 387  | 380  | 374  | 353  |

| 1861 | 1866 | 1872 | 1876 | 1881 | 1886 | 1891 | 1896 | 1901 |
| ---- | ---- | ---- | ---- | ---- | ---- | ---- | ---- | ---- |
| 358  | 325  | 318  | 327  | 301  | 280  | 251  | 249  | 212  |

| 1906 | 1911 | 1921 | 1926 | 1931 | 1936 | 1946 | 1954 | 1962 |
| ---- | ---- | ---- | ---- | ---- | ---- | ---- | ---- | ---- |
| 209  | 198  | 198  | 238  | 201  | 197  | 215  | 196  | 175  |

| 1968 | 1975 | 1982 | 1990 | 1999 | 2006 | 2007 | 2012 | 2017 |
| ---- | ---- | ---- | ---- | ---- | ---- | ---- | ---- | ---- |
| 159  | 139  | 148  | 144  | 153  | 136  | 133  | 172  | 170  |

| 2022 | - | - | - | - | - | - | - | - |
| ---- | - | - | - | - | - | - | - | - |
| 171  | - | - | - | - | - | - | - | - |

### Manifestations culturelles et festivités
- Fête patronale : 22 juillet[30].

## Économie

### Revenus
En 2018  (données Insee publiées en septembre 2021), la commune compte 70 ménages fiscaux, regroupant 167 personnes. La médiane du revenu disponible par unité de consommation est de 19 370 € (20 820 € dans le département).

### Emploi
|                | 2008  | 2013  | 2018  |
| -------------- | ----- | ----- | ----- |
| Commune        | 4,8 % | 3 %   | 4,4 % |
| Département    | 6,1 % | 7,5 % | 8,2 % |
| France entière | 8,3 % | 10 %  | 10 %  |

En 2018, la population âgée de 15 à 64 ans s'élève à 88 personnes, parmi lesquelles on compte 79,1 % d'actifs (74,7 % ayant un emploi et 4,4 % de chômeurs) et 20,9 % d'inactifs,. Depuis 2008, le taux de chômage communal (au sens du recensement) des 15-64 ans est inférieur à celui de la France et du département.
La commune fait partie de la couronne de l'aire d'attraction d'Eauze, du fait qu'au moins 15 % des actifs travaillent dans le pôle,. Elle compte 17 emplois en 2018, contre 18 en 2013 et 15 en 2008. Le nombre d'actifs ayant un emploi résidant dans la commune est de 67, soit un indicateur de concentration d'emploi de 24,8 % et un taux d'activité parmi les 15 ans ou plus de 54,1 %.
Sur ces 67 actifs de 15 ans ou plus ayant un emploi, 15 travaillent dans la commune, soit 22 % des habitants. Pour se rendre au travail, 91,3 % des habitants utilisent un véhicule personnel ou de fonction à quatre roues, 1,4 % les transports en commun et 7,2 % n'ont pas besoin de transport (travail au domicile).

### Activités hors agriculture
20 établissements sont implantés  à Bascous au 31 décembre 2019.
Le secteur de la construction est prépondérant sur la commune puisqu'il représente 30 % du nombre total d'établissements de la commune (6 sur les 20 entreprises implantées  à Bascous), contre 14,6 % au niveau départemental.

### Agriculture
La commune est dans le Bas-Armagnac, une petite région agricole occupant une partie ouest du département du Gers. En 2020, l'orientation technico-économique de l'agriculture  sur la commune est la polyculture et/ou le polyélevage.
|               | 1988 | 2000 | 2010 | 2020 |
| ------------- | ---- | ---- | ---- | ---- |
| Exploitations | 21   | 16   | 8    | 11   |
| SAU (ha)      | 802  | 601  | 384  | 331  |

Le nombre d'exploitations agricoles en activité et ayant leur siège dans la commune est passé de 21 lors du recensement agricole de 1988  à 16 en 2000 puis à 8 en 2010 et enfin à 11 en 2020, soit une baisse de 48 % en 32 ans. Le même mouvement est observé à l'échelle du département qui a perdu pendant cette période 51 % de ses exploitations,. La surface agricole utilisée sur la commune a également diminué, passant de 802 ha en 1988 à 331 ha en 2020. Parallèlement la surface agricole utilisée moyenne par exploitation a baissé, passant de 38 à 30 ha.

### Entreprises et commerces
Viticulture : Armagnac

## Culture locale et patrimoine

### Lieux et monuments
L'église Sainte-Marie-Madeleine du XVe siècle. Elle présente un clocher-mur en brique dont les cinq clochetons font penser à une main ouverte tendue vers le ciel. Elle possède un chevet plat et une nef rectangulaire. Le bénitier est creusé dans un chapiteau de marbre paléo-chrétien.